# Effetto Micheev-Smirnov-Wolfenstein
L'effetto Micheev-Smirnov-Wolfenstein (anche chiamato effetto di materia) è un processo di fisica delle particelle che può agire per modificare le oscillazioni del neutrino nella materia. Lavori nel 1978 e nel 1979 del fisico statunitense Lincoln Wolfenstein portarono a comprendere che i parametri dell'oscillazione dei neutrini nella materia variano. Nel 1985, i fisici sovietici Stanislav Micheev e Aleksej Smirnov predissero che una lenta diminuzione della densità di materia può risonantemente aumentare il mescolamento dei neutrini. Successivamente nel 1986, Stephen Parke del Fermilab, Hans Bethe della Cornell University, e S. Peter Rosen e James Gelb del Los Alamos National Laboratory fornirono trattazioni analitiche di questo effetto.

## Spiegazione
La presenza di elettroni nella materia modifica i livelli energetici degli autostati di propagazione (autostati di massa) dei neutrini a causa dello scattering in avanti coerente della corrente carica dei neutrini elettronici (cioè, interazione debole). Lo scattering coerente in avanti è analogo al processo elettromagnetico che porta all'indice di rifrazione della luce in un mezzo. Questo significa che i neutrini nella materia hanno una diversa massa efficace rispetto ai neutrini nel vuoto, e siccome le oscillazioni del neutrino dipendono dalla differenza del quadrato delle masse dei neutrini, le oscillazioni potrebbero essere diverse nella materia rispetto a quelle nel vuoto. Con gli antineutrini, il punto concettuale è lo stesso ma la carica effettiva che con cui l'interazione debole si accoppia (chiamata isospin debole) ha un segno opposto. Se la densità elettronica di materia cambia lungo il percorso dei neutrini, il mescolamento dei neutrini cresce al massimo a un certo valore della densità, e poi torna indietro; ciò porta alla conversione risonante da un tipo di neutrini a un altro.
L'effetto è importante a densità elettroniche molto elevate del Sole, dove i neutrini elettronici sono prodotti. I neutrini ad alta energia visti, ad esempio, presso il Sudbury Neutrino Observatory (SNO) e nel Super-Kamiokande, sono prodotti principalmente come l'autostato di massa nella materia ν2, e rimangono tali con il variare della densità nel Sole. Pertanto, i neutrini di alta energia che lasciano il Sole sono in un autostato di propagazione nel vuoto, ν2, che ha una sovrapposizione ridotta con il neutrino elettronico {\displaystyle \nu _{\text{e}}=\nu _{1}\cos \theta +\nu _{2}\sin \theta } visto da reazioni di corrente carica nei rivelatori.

## Evidenza sperimentale

Probabilità di sopravvivenza dei neutrini solari come previsto dalla teoria MSW. La linea continua è per i neutrini che vengono rilevati di giorno, quella tratteggiata per i neutrini che vengono rilevati di notte e che attraversano la Terra, risentendo della "rigenerazione". Le 4 strisce verticali indicano i valori delle energie in cui la probabilità di sopravvivenza è stata misurata, mediante i neutrini solari provenienti rispettivamente dalla pp, dal ^{7}Be, dalla pep e dal ^{8} B. Sono tutti stadi della catena protone-protone.

Per i neutrini solari di alta energia l'effetto MSW è importante e porta ad aspettarsi {\displaystyle P_{\text{ee}}=\sin ^{2}\theta }, dove {\displaystyle \theta } è l'angolo di mescolamento solare. Questo fu fortemente confermato al Sudbury Neutrino Observatory (SNO), che ha risolto il problema dei neutrini solari. L'SNO misurò che il flusso di neutrini elettronici provenienti dal Sole è circa il 34% del flusso di neutrini totale (il flusso di neutrini elettronici è stato misurato tramite il processo di corrente carica, e il flusso totale tramite quello di corrente neutra). I risultati dell'SNO sono in accordo con quanto previsto.  Precedentemente, il Kamiokande e il Super-Kamiokande misurarono un misto di reazioni a corrente carica e a corrente neutra, che anch'esse sono in accordo con l'effetto MSW con un soppressione simile, ma con meno confidenza.
Per i neutrini solari di bassa energia, invece, l'effetto di materia è trascurabile e il formalismo delle oscillazioni del vuoto è valido. La grandezza della sorgente (cioè il nucleo solare) è significativamente maggiore della lunghezza di oscillazione, pertanto, mediando sul fattore di oscillazione, si ottiene {\displaystyle P_{\text{ee}}=1-{\tfrac {1}{2}}\sin ^{2}\left(2\theta \right)}. Per θ = 34° questo corrisponde alla probabilità di sopravvivenza Pee ≈ 60%. Questo è coerente con le osservazioni sperimentale dei neutrini solari di bassa energia dell'esperimento Homestake (l'esperimento che aprì il problema dei neutrini solari), seguito dal GALLEX/GNO, e SAGE (esperimento radiochimici con il gallio), e più recentemente dall'esperimento di Borexino, che osservò separatamente i neutrini dalla pp (< 420 keV), da 7Be (862 keV), da pep (1.44 MeV), e da 8B (< 15 MeV). Le misure di Borexino da sole verificano il pattern previsto da MSW; comunque tutti questi esperimenti sono in accordo tra loro e forniscono una forte prova dell'effetto MSW.
Questi risultati sono ulteriormente supportati dall'esperimento al reattore KamLAND, che è in grado di misurare in modo univoco i parametri di oscillazione che sono anche coerenti con tutte le altre misurazioni.
La transizione tra il regime a bassa energia (dove l'effetto MSW è trascurabile) e il regime ad alta energia (dove la probabilità di oscillazione è determinata dagli effetti della materia) per i neutrini solari si trova nella regione di circa 2 MeV.
L'effetto MSW può anche modificare le oscillazioni dei neutrini sulla Terra, e la futura ricerca di nuove oscillazioni e/o di violazioni leptoniche della simmetria CP potrebbe sfruttare questa proprietà.